# Xã Wayne, Quận Warren, Ohio
Xã Wayne (tiếng Anh: Wayne Township) là một xã thuộc quận Warren, tiểu bang Ohio, Hoa Kỳ. Năm 2010, dân số của xã này là 8.180 người.